# Sandra Šarić
Sandra Šarić (Senj, 8 de maio de 1984) é uma taekwondista croata.
Sandra Šarić competiu nos Jogos Olímpicos de 2004 e 2008, na qual conquistou a medalha de bronze, em 2008.